# Ann Tsukamoto
Ann S. Tsukamoto Weissman (* 6. Juli 1952 in Kalifornien) ist eine asiatisch-amerikanische Stammzellenforscherin und Erfinderin. Im Jahr 1991 mitpatentierte sie ein Verfahren, das die Isolierung menschlicher Stammzellen ermöglichte und deren Potenzial zur Behandlung von Patienten mit metastasierendem Brustkrebs nachwies.
Tsukamotos Forschungen und Beiträge im medizinischen Bereich haben zu bahnbrechenden Fortschritten in der Stammzellenforschung geführt, insbesondere im Hinblick auf das Verständnis des Blutsystems von Krebspatienten. Ihre Arbeit hat potenzielle Behandlungsmöglichkeiten für mehrere Krebserkrankungen und neurologische Störungen aufgezeigt, die zuvor als unheilbar galten.

## Karriere
Tsukamoto schloss ihren Bachelor an der University of California, San Diego ab und promovierte in Immunologie und Mikrobiologie an der University of California, Los Angeles. Den größten Teil ihrer Postdoktorandenzeit verbrachte sie an der University of California, San Francisco, wo sie am wnt-1-Gen arbeitete und ein transgenes Modell für Brustkrebs entwickelte. Später stellte sich heraus, dass wnt-1 eine Schlüsselrolle bei der Selbsterneuerung von Stammzellen spielt.
Von 1989 bis 1997 arbeitete sie für das Biotechnologie-Unternehmen SyStemix, wo sie die menschliche hämatopoetische Stammzelle (hHSC) mitentdeckte und eine führende Rolle beim Start des klinischen Forschungsprogramms für diese spielte. Die gereinigte hHSC erwies sich als krebsfrei, wenn sie aus dem mit Krebs kontaminierten Blut von Patienten isoliert wurde, und aus ihr konnte sich das blutbildende System der Patienten nach einer Chemotherapie erfolgreich regenerieren.
Im Jahr 1998 kam Tsukamoto zu StemCells Inc., wo sie mehrere Führungspositionen innehatte und die Isolierung und Anwendung menschlicher Nerven- und Leberstammzellen für verschiedene Krankheiten beaufsichtigte. Sie leitete das wissenschaftliche Team, das die menschliche Stammzelle für das zentrale Nervensystem entdeckte und einen zweiten Stammzellkandidaten für die Leber identifizierte. Unter ihrer Leitung gelangte die menschliche neurale Stammzelle in die frühe klinische Entwicklung für alle drei Komponenten des zentralen Nervensystems: Gehirn, Rückenmark und Auge. Das biologische Potenzial und die Aktivität dieser Zellen wurden bei einigen Patienten nachgewiesen und spiegeln die in präklinischen Studien mit Nagetieren beobachteten Ergebnisse wider.
Stand 2017 war Tsukamoto Erfinderin von sieben erteilten US-Patenten, von denen sich sechs auf menschliche hämatopoetische Stammzellen beziehen. Im Jahr 2021 erreichte sie insgesamt 13 Patente.